# Finka

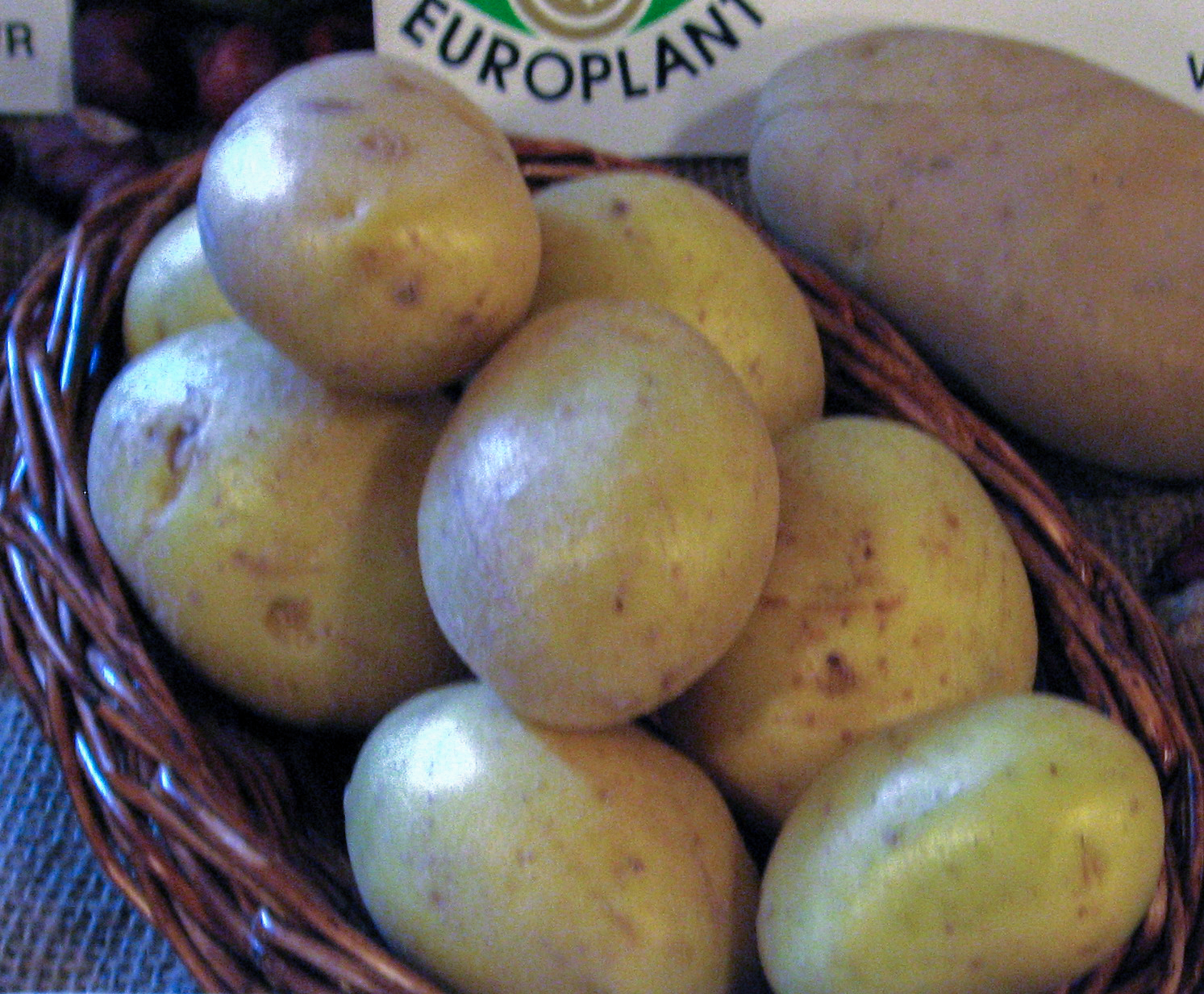
Finka

Finka ist eine früh reifende Kartoffelsorte. Ihre Knollen sind überwiegend rund, mit mittlerer bis großer Sortierung. Die Schale ist verhältnismäßig rau, das Fleisch tiefgelb. Finka ist eine mehlig kochende Kartoffel und besitzt nur schlechte Lagereigenschaften.